# Leo Fall
Leopold Leo Fall (Olomouc, 2 de febrero de 1873 - Viena, 16 de septiembre de 1925) fue un director de orquesta y compositor checoaustriaco de operetas, de ascendencia judía.

## Vida
Leopold Fall nació en la antigua ciudad de Olomouc, en Moravia (dentro de la actual República Checa, entonces invadida por el Imperio austriaco y alemanizada Olmütz), 260 km al este de Praga. Aprendió música con su padre Moritz Fall (1848-1922), director de bandas militares y compositor checo.
Tuvo dos hermanos músicos:
- Siegfried (1871-1943), que estudió con Max Bruch y compuso óperas y canciones. Se ganaba la vida haciendo las transcripciones para piano de las exitosas operetas de su hermano Leo (1873-1925). Fue asesinado por los nazis en el campo de concentración de Terezín, 60 km al norte de Praga).[2]
- Richard (1882-1945), que compuso canciones populares; su letrista más famoso fue Fritz Löhner-Beda. Fue asesinado por los nazis en el campo de concentración de Auschwitz (Polonia).[2]

Cuando Leo era joven, su padre se estableció en Berlín (Alemania), y Leo estudió en el conservatorio Sociedad de Amigos de la Música, en Viena.
Sus maestros fueron Robert Fuchs y Johann Nepomuk Fuchs.
Después de recibirse se reunió con su padre en Berlín.
En 1892 consiguió trabajo como maestro de capilla en Hamburgo (Alemania), y después como concertino (violinista principal) en el Metropol-Theater de Berlín. En 1895 comenzó una nueva carrera como director de opereta en Hamburgo (Alemania), y comenzó a componer.
Consiguió volverse el «compositor residente» del cabaret berlinés Böse Buben (‘chicos malos’) en el centro cultural de Berlín.
Escribió la música de muchos cuplés, como Und Meyer sieht mich freundlich an, a los que el letrista Kurt Tucholsky (1890-1935), quien apreciaba mucho su trabajo, les pondría letra. Poco después empezó a componer operetas.
Sin embargo, las primeras óperas que compuso no tuvieron ningún éxito. Desde 1904 en adelante se dedicó a la composición. Trabajó en varias ciudades como director de orquesta, tanto en teatros como en cabarets.

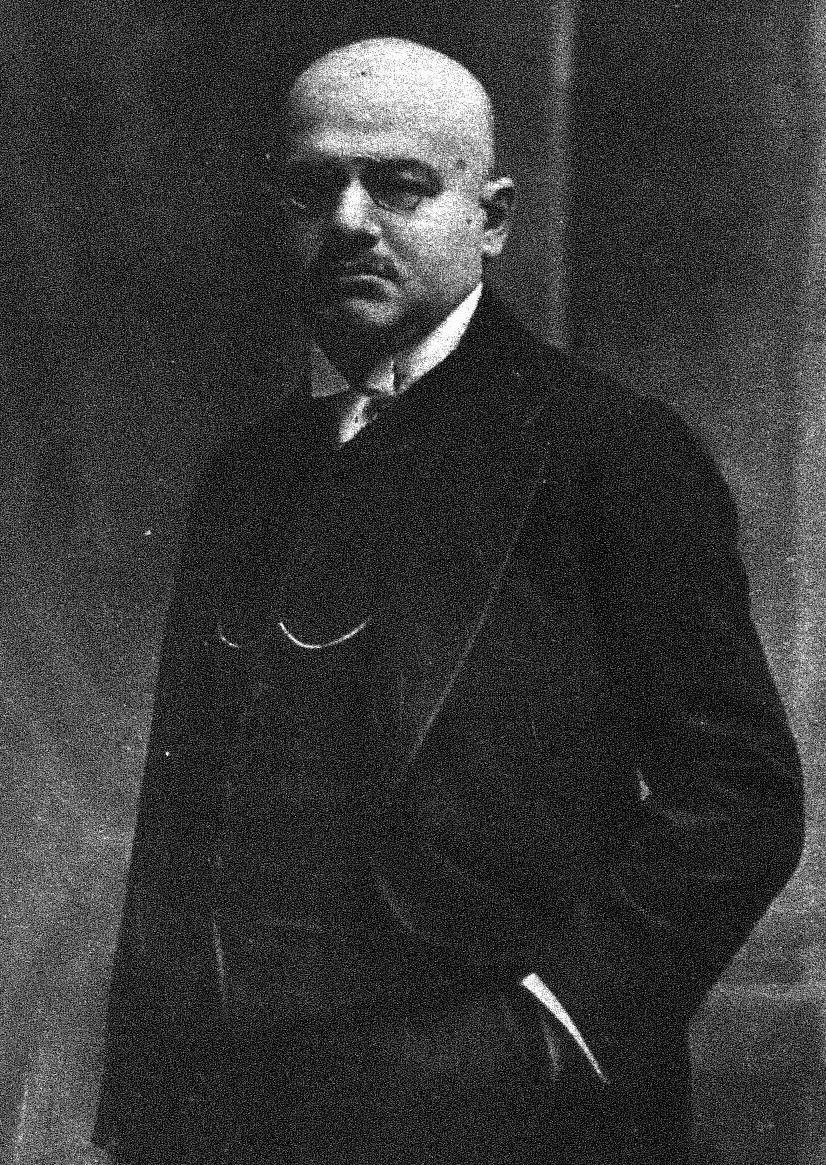
Leo Fall a los 42 años de edad.

Con sus ardorosas y vertiginosas melodías, Fall pudo capitalizar el éxito mundial de sus contemporáneos Franz Lehár y Óscar Straus, produciendo obras atractivas y bien orquestadas.
En 1906, después de trabajar en Berlín, Hamburgo y Colonia (Alemania) se estableció hasta el fin de su vida en Viena (Austria).
Sus operetas más conocidas en el mundo de habla inglesa son The dollar princess (Princesitas del dólar: opereta en tres actos y en prosa) y Madame Pompadour, que tuvieron mucho éxito en Londres y en Nueva York y se mantuvieron en el repertorio en Alemania y Austria durante todo el siglo XX. Der liebe Augustin (1912; estrenado como Princess Caprice en Londres) dio una cifra sin precedentes de 3360 actuaciones. Su ópera Der goldene Vogel, que se estrenó en Dresde en 1920 ―con Richard Tauber y Elisabeth Rethberg― tuvo menos éxito.
Algunas de las operetas de Leo Fall gozaron de una importante repercusión en España y en Latinoamérica; para el caso de obras como Die Dollarprinzessin o Die geschiedene Frau se contó incluso con varias adaptaciones al castellano, algunas de ellas refundidas en un acto para adecuarse al sistema de producción conocido como teatro por horas, esto es, el célebre género chico.
En 1901 ingresó como miembro de la Logia Masónica de Bratislava (en la actual Eslovaquia).
Fue reconocido en Europa como el creador de la «opereta vienesa».
El género de sus operetas oscilaba entre la música académica (el vals vienés) y los estilos modernos (el pop, el jazz y el foxtrot).
En Estados Unidos tuvo mucho éxito su obra The Dollar Princess (de 1909).
Ese año, esta obra fue utilizada en la película brasileña A princesa dos dólares.
También fueron muy reconocidas las obras The Siren (1911), The Doll Girl (1913), The Rose of Stambul (1922) y Madame Pompadour (1924).
En 1913 apareció dirigiendo una orquesta en la película austriaca Der milliononkel.
Durante la Primera Guerra Mundial (1914-1918), la música de Fall no se interpretó en Reino Unido ni en Estados Unidos. Recién con la triunfante producción de Madame Pompadour (en Londres), en 1923, él restableció su reputación internacional.
Dos años después, Fall falleció de cáncer en Viena a los 52 años, y fue enterrado en la sección judía del cementerio Viena Zentralfriedhof.
A fines de los años treinta, la música de Fall fue prohibida por los nazis. Sus dos hermanos, Siegfried y Richard, fueron asesinados en el Holocausto judío.

## Obras

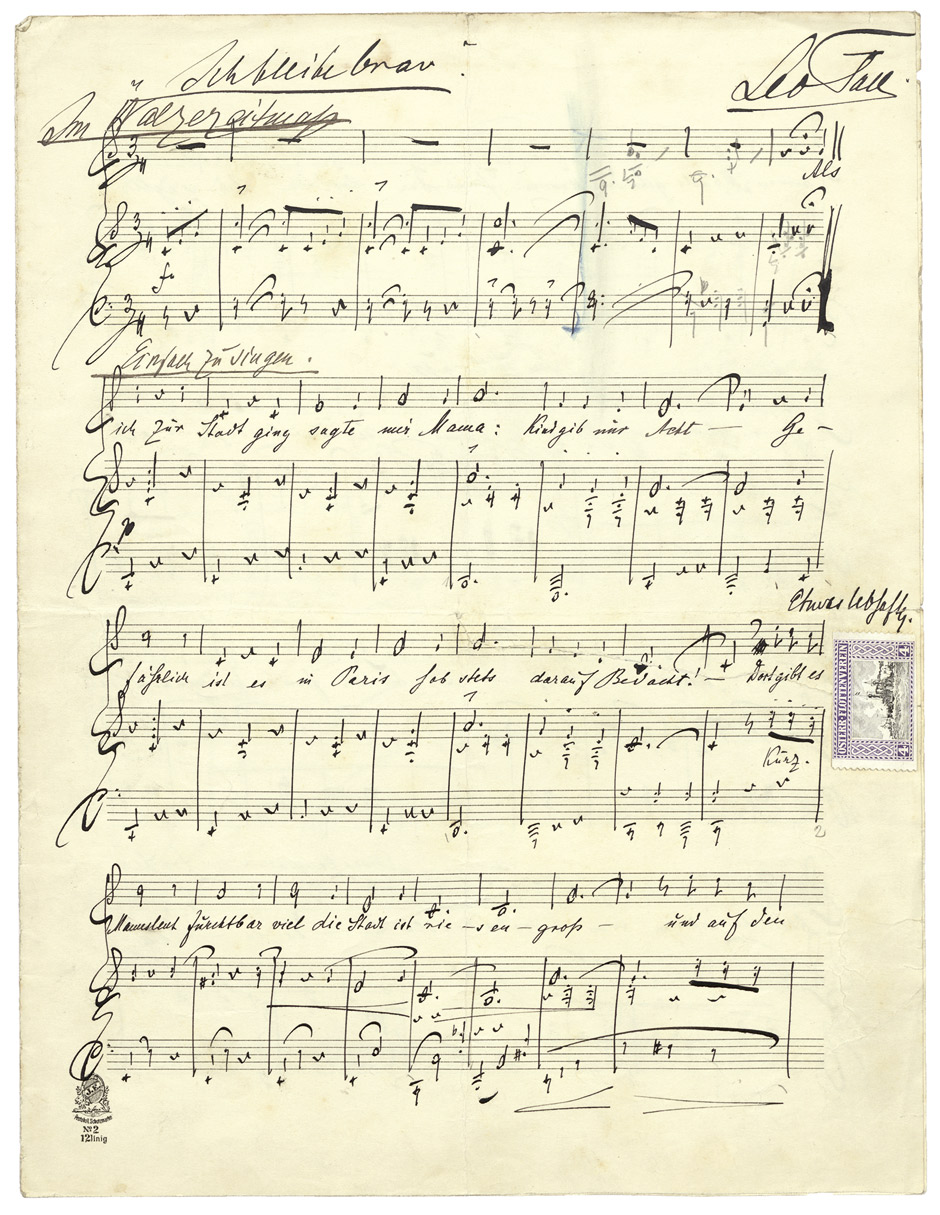
Partitura manuscrita (hacia 1925) por Leo Fall.

### Óperas
- 1902: Paroli (1 act).
- 1905: Irrlicht (1905).
- 1920: Der goldene Vogel (1920).

### Operetas
- 1905: Der Rebell (Viena).
- 1907: Der fidele Bauer (Mannheim; adaptada al castellano como El aldeano alegre, 1911, Los lugareños, 1912, y Los campesinos, 1912[11]). En 1908 se filmó una presentación de esta opereta.[12]
- 1907: Die Dollarprinzessin (Viena, 1907; adaptada al inglés como The Dollar Princess, 1909; adaptada al castellano como La princesa del dollar, 1909,[13] Mary, la princesa del dólar, 1909,[14] La princesa de los dollars, 1909[15] y Princesitas del dollar, 1912).
- 1908: Die geschiedene Frau (Viena, 1908; adaptada al inglés como The girl in the train, 1910; adaptada al castellano como La divorciada, 1910, Juanita la divorciada, 1911,[16] La mujer divorciada, 1911[17] y Los divorciados, 1911).
- 1909: Der Schrei nach der Ohrgeige (Viena).
- 1909: Brüderlein fein (Viena).
- 1910: Das Puppenmädel (Viena; adaptada al castellano como La niña de las muñecas, 1911[18]).
- 1910: Die schöne Risette (Viena; adaptada al castellano como La bella Riseta, 1916).
- 1911: Die Sirene (Viena, 1911; adaptada al inglés como The Siren 1911; adaptada al castellano como La damisela de Montbijou, 1912).
- 1911: The Eternal Waltz (Londres).
- 1912: Der liebe Augustin (Berlín; interpretada 3360 veces; adaptada al inglés como Princess Caprice, 1912; adaptada al castellano como La princesa loca, 1917)[19]
- 1913: Die Studentengräfin (Berlín).
- 1913: Der Nachtschnellzug (Viena).
- 1914: Der Frau Ministerpräsident (Berlín).
- 1915: Der künstliche Mensch (Berlín).
- 1916: Die Kaiserin (Fürstenliebe) (Berlín).
- 1916: Die Rose von Stambul (Viena; adaptada al castellano como La rosa de Stambul, 1921).
- 1920: Die spanische Nachtigall (Berlín).
- 1921: Der heilige Ambrosius (Berlín).
- 1922: Die Strassensängerin (Viena).
- 1922: Madame Pompadour (Berlín; adaptada al castellano con el mismo título para la inauguración del Teatro Alcázar de Madrid, 1925).
- 1923: Der süsse Kavalier (Berlín).
- 1926: Jugend im Mai (Dresde).